# Липачёв, Пётр Павлович
Пётр Павлович Липачёв (1904—1957) — полковник Советской Армии, участник Великой Отечественной войны, Герой Советского Союза (1945).

## Биография
Пётр Липачёв родился 22 января 1904 года в селе Ершово (ныне — Белинский район Пензенской области). Окончил восемь классов школы. В 1928 году Липачёв был призван на службу в Рабоче-крестьянскую Красную Армию. Участвовал в боях с басмачами в Средней Азии. В 1930 году Липачёв окончил Ульяновское танковое училище, позднее также окончил курсы «Выстрел». С марта 1943 года — на фронтах Великой Отечественной войны.
К весне 1944 года подполковник Пётр Липачёв командовал 848-м стрелковым полком 267-й стрелковой дивизии 51-й армии 4-го Украинского фронта. Отличился во время освобождения Крыма. Переправившись через Сиваш, полк Липачёва успешно действовал, только за первые два дня боёв уничтожив более 500 вражеских солдат и офицеров, ещё около 2000 взяв в плен. 7-9 мая 1944 года полк Липачёва участвовал в штурме Сапун-горы, захватив её вершину и заставив немецкие войска отступить. Липачёв неоднократно лично поднимал своих бойцов в атаку и лично участвовал в боях. Его полк одним из первых вошёл в Севастополь, сыграв важную роль в его освобождении.
Указом Президиума Верховного Совета СССР от 24 марта 1945 года за «мужество, отвагу и героизм, проявленные в борьбе с немецкими захватчиками» подполковник Пётр Липачёв был удостоен высокого звания Героя Советского Союза с вручением ордена Ленина и медали «Золотая Звезда» за номером 6467.
В сентябре 1947 года Липачёв был уволен в запас. Проживал на родине. Скончался 8 июня 1957 года, похоронен в селе Поим Белинского района.
Был также награждён орденами Красного Знамени, Отечественной войны 1-й степени и Красной Звезды, рядом медалей.
В честь Липачёва установлен его бюст в Белинском.